# Scooter Braun
Scott Samuel "Scooter" Braun (Nova Iorque, Estados Unidos, 18 de junho de 1981) é um empresário americano, gestor de talentos, investidor e executivo de entretenimento. Fundador da empresa de entretenimento e mídia SB Projects, Braun representa Justin Bieber, Ariana Grande, Madison Beer, Martin Garrix, Psy, Carly Rae Jepsen, Dan + Shay, Zac Brown Band, Kanye West, Demi Lovato e Tori Kelly, entre outros. Ele foi indicado a um Grammy Award em 2016. Braun também é cofundador do estúdio de produções baseadas em histórias em quadrinhos, o Mythos Studios, juntamente com o produtor de Hollywood David Maisel.
Braun figurou na Time 100 de pessoas "mais influentes do mundo" em 2013 da Revista Time. Em 2018, Braun coorganizou a Marcha pelas nossas vidas, um protesto liderado por estudantes por leis de armamento mais rígidas, que o USA Today classificou como o maior protesto de um único dia da história de Washington, DC.

## Biografia
Braun nasceu em Nova Iorque de pais Judeus Conservadores, Ervin e Susan (née Schlussel) Braun. Os pais de Ervin "escaparam por pouco" do Holocausto e viveram na Hungria até 1956. Pouco antes de a União Soviética intervir para coibir a Revolução Húngara de 1956, eles fugiram para os Estados Unidos. Ervin cresceu no Queens e se tornou dentista; Susan Schlussel Braun era ortodontista. Depois de se casarem, eles se estabeleceram em Greenwich, Connecticut.
Braun tem quatro irmãos: Liza, Cornelio, Sam e Adam. Adam Braun é o fundador da Pencils of Promise, uma instituição de caridade que se dedica à construção de escolas em países em desenvolvimento.
Braun cresceu em Cos Cob, Connecticut e frequentou a Greenwich High School, onde foi eleito representante de turma. Jogou basquete dos 13 aos 18 anos na União Atlética Amadora com a Connecticut Flame. Quando Braun tinha 17 anos, seus pais adotaram Sam Mahanga e Cornelio Giubunda, ex-membros da seleção nacional juvenil de Moçambique. Sem time na ocasião em virtude de um programa de basquete que havia se deteriorado, Ervin Braun recrutou-os para um torneio de estrelas. Mahanga e Giubunda tornaram-se astros do time de basquete da Greenwich High, apesar de terem sofrido provocações por parte dos fãs—uma experiência que afetou tremendamente os Brauns. Enquanto estudava na Greenwich High School, Braun participou de um concurso de documentários em vídeo para o National History Day com um vídeo de 10 minutos intitulado O Conflito Húngaro sobre Judeus na Hungria antes, durante e depois do Holocausto. O filme venceu concursos regionais e estaduais, classificando-se em terceiro lugar no geral. Um membro da família de Braun enviou o vídeo para o escritório do diretor Steven Spielberg, que, por sua vez, apresentou o vídeo ao Museu Memorial do Holocausto dos Estados Unidos. Braun disse que a aprovação de Spielberg foi um dos momentos mais inspiradores da sua vida.
Braun foi para a Universidade Emory em Atlanta, onde também jogou basquete universitário até o segundo ano. Depois que Dupri pediu-lhe que se tornasse o diretor de marketing do seu Selo, o So So Def, Braun supostamente deixou a universidade sem o diploma.

## Carreira
Braun iniciou sua carreira organizando festas enquanto estudava na Universidade Emory em Atlanta. Em 2002, Braun foi contratado para organizar after-parties em cada uma das cinco cidades da turnê denominada Anger Management Tour com Ludacris e Eminem. Essa estreia no mundo do hip-hop conduziu  Braun ao produtor Jermaine Dupri, o diretor do So So Def Recordings. Braun tinha 19 anos quando Dupri pediu-lhe que ocupasse um cargo na área de marketing no So So Def e, aos 20 anos, Dupri o nomeou diretor executivo de marketing do So So Def. Ainda no segundo ano na Universidade Emory, Braun trabalhava no So So Def e em seu negócio de organização de festas. Alguns dos seus maiores projetos incluíram festas para o 2003 NBA All-Star Game e after-parties na turnê denominada The Onyx Hotel Tour de Britney Spears. Braun deixou o So So Def para dar início a um empreendimento privado, que incluía um negócio de marketing, um selo musical e representação de artistas. Ele começou seu próprio negócio de marketing intermediando uma negociação de campanha de US$ 12 milhões entre Ludacris e a Pontiac; o videoclipe de Two Miles an Hour de Ludacris incluiria um carro Pontiac, e os anúncios publicitários da Pontiac incluiriam a música.
Braun viu Justin Bieber pela primeira vez ao assistir no YouTube a um vídeo de Bieber aos 12 anos cantando uma música do Ne-Yo. Braun entrou em contato com a mãe de Bieber, Pattie Mallette, que concordou em levar o filho para Atlanta para realizar testes sem compromisso. Finalmente, Braun convenceu-os a se mudarem do Canadá para os Estados Unidos definitivamente. Após um sucesso ainda maior online, Braun apresentou Bieber a dois artistas bem-sucedidos, Usher e Justin Timberlake; ambos demonstraram interesse. Por fim, o mentor de Usher, o executivo do ramo da música  L.A. Reid, assinou um contrato com Bieber Island Def Jam em parceria com a Raymond-Braun Media Group.

### Filme e televisão
Braun produziu Never Say Never, um documentário sobre o pop star Justin Bieber, que a MTV declarou em 2011 ser "um dos documentários sobre música de maior bilheteria da história nacional". O orçamento do filme foi de US$ 13 milhões, e ele arrecadou mais de US$ 100 milhões no mundo inteiro como o documentário de maior bilheteria até o momento. Braun também é produtor executivo da série de televisão Scorpion na CBS. Sua primeira experiência em um programa de televisão, Scorpion teve quatro temporadas e alcançou 26 milhões de espectadores em sua estreia em 2014. Em 2018, a Variety afirmou que o estúdio do canal de televisão FX requisitou um piloto de uma comédia ainda sem título produzida por Braun, que inclui o ator Kevin Hart e o rapper Lil Dicky.

### SB Projects
Em 2007, a Braun fundou a SB Projects, uma empresa de entretenimento e marketing com todos os serviços, abrangendo diversos empreendimentos que incluem a Schoolboy Records, a SB Management e a Sheba Publishing, uma empresa de composição de canções. O grupo também inclui a RBMG, uma joint venture entre Braun e Usher. A School Boy Records tinha um acordo comercial de distribuição de música com a Universal Music Group. No início de 2013, Ariana Grande assinou com a gestão de Scooter Braun e, em 2016, a gravadora de Ariana Grande, Republic Records, confirmou que Braun era seu principal gestor, administrando todos os aspectos da sua carreira. A SB Ventures também trabalha com campanhas de televisão, branding, contratos de licenciamento de músicas e patrocínios de turnês—incluindo o endosso de Justin Bieber à Calvin Klein para a turnê intitulada Purpose World Tour de  2016-2017. A empresa também intermediou uma parceria entre Kanye West e a marca Adidas.
A Ithaca Ventures, holding de Braun que inclui a SB Projects, levantou US$ 120 milhões em 2010 para capital de risco, incluindo investimentos no Uber, Spotify e Editorialist. A Fortune divulgou que a Ithaca Ventures tem participação em sete das maiores empresas de gestão de música do país. Veículos de comunicação noticiaram que a Ithaca, com US$ 500 milhões sob gestão a partir de 2018, apoiaria a GoodStory Entertainment, uma colaboração entre Braun e o executivo de entretenimento J.D.Roth, em aquisições de filmes de eventos ao vivo e documentários sem script.

### Mythos Studios
Em 2018, o "New York Times" divulgou que Braun uniu-se a David Maisel, presidente fundador da Marvel Studios, para fundar o Mythos Studios para a produção de franquias de filmes baseados em histórias em quadrinhos nos formatos live-action e filmes de animação.

### Prêmios
Braun apareceu na capa da Billboard no dia 11 de agosto de 2012 na edição especial "Forty Under Forty" sob o título "Scooter Braun e outras poderosas figuras em ascensão". Braun figurou na lista Time 100 de 2013. Ele também apareceu pela segunda vez na capa da Billboard na edição de 20 de abril de 2013 junto com Guy Oseary e Troy Carter. Em 2016, Scooter ganhou o prêmio de  “Mehor Gestor de Talentos” no 3º “International Music Industry Awards” anual, apresentado por Shazam na 12ª MUSEXPO anual em Los Angeles. Em 2017, Braun apareceu na capa edição Hitmakers da revista Variety (magazine)|Variety e na capa da edição Gratitude da revista Success.
Em 2018, Braun foi homenageado com o Harry Chapin Memorial Humanitarian Award no Music Biz 2018 por suas contribuições filantrópicas em 2017.

## Filantropia
Braun continua envolvido com várias instituições de caridade, incluindo a Braun Family Foundation. Muitos artistas com os quais Braun assina contratos também estão envolvidos em diversas iniciativas filantrópicas. Braun é mais conhecido por apoiar a Pencils of Promise, fundada por seu irmão mais novo, Adam Braun. O irmão mais novo inspirou-se na experiência de perguntar a uma criança na Índia o que ela desejava; pergunta à qual a criança respondeu "um lápis", levando Adam Braun a fundar a Pencils of Promise para a construção de escolas em países em desenvolvimento. Braun e Bieber trabalharam em apoio à organização. A instituição de caridade ajudou na construção de mais de 200 escolas na Ásia, África e América Latina. A Billboard informou que, desde 2017, Scooter Braun - juntamente com os clientes e suas empresas - realizou mais desejos por meio da Make-A-Wish do que qualquer outra organização na história da fundação. Scooter Braun foi homenageado com o Humanitarian Award no Billboard Touring Awards de 2016 por seu apoio filantrópico à Pencils of Promise, à Make-A-Wish Foundation e à F*ck Cancer.
Em 2017, a revista Billboard afirmou que Scooter Braun foi o "primeiro a agir" na indústria da música quando ele organizou e produziu o concerto beneficente One Love Manchester e a maratona televisiva solidária Hand in Hand: A Benefit for Hurricane Relief com intervalo de alguns meses entre os dois eventos. Em março de 2018, George Clooney, Braun e sua equipe organizaram a Marcha pelas nossas vidas, uma manifestação liderada por estudantes por leis de armamento mais rígidas que ocorreu em Washington, DC. O Vox informou que a marcha foi a maior na história do Capitólio desde a Guerra do Vietnã.

## Vida pessoal
Em 2013, Braun começou a namorar a ativista de saúde canadense, filantropa e fundadora da F*ck Cancer, Yael Cohen. Eles se casaram no dia 6 de julho de 2014 em Whistler, British Columbia. No dia 6 de fevereiro de 2015 nasceu o primeiro filho, Jagger Joseph Braun, em Los Angeles. O segundo filho, Levi Magnus Braun, nasceu no dia 29 de novembro de 2016. A CNBC divulgou que Braun fez diversos investimentos em startups, incluindo o Uber, Lyft, Spotify, DropBox, Grab, e Casper.